# Beršići
Beršići (cyr. Бершићи) – wieś w Serbii, w okręgu morawickim, w gminie Gornji Milanovac. W 2011 roku liczyła 266 mieszkańców.